# Cornerpost Peak
Cornerpost Peak är en bergstopp i Antarktis. Den ligger i Östantarktis. Nya Zeeland gör anspråk på området. Toppen på Cornerpost Peak är 2 200 meter över havet.
Terrängen runt Cornerpost Peak är huvudsakligen kuperad. Trakten är obefolkad. Det finns inga samhällen i närheten. 